# Lycoriella dipetala
Lycoriella dipetala är en tvåvingeart som beskrevs av Yang, Zhang och Yang 1995. Lycoriella dipetala ingår i släktet Lycoriella och familjen sorgmyggor.
Artens utbredningsområde är Zhejiang (Kina). Inga underarter finns listade i Catalogue of Life.